# کلیسای جامع سانتو دومینگو د لا کالسادا

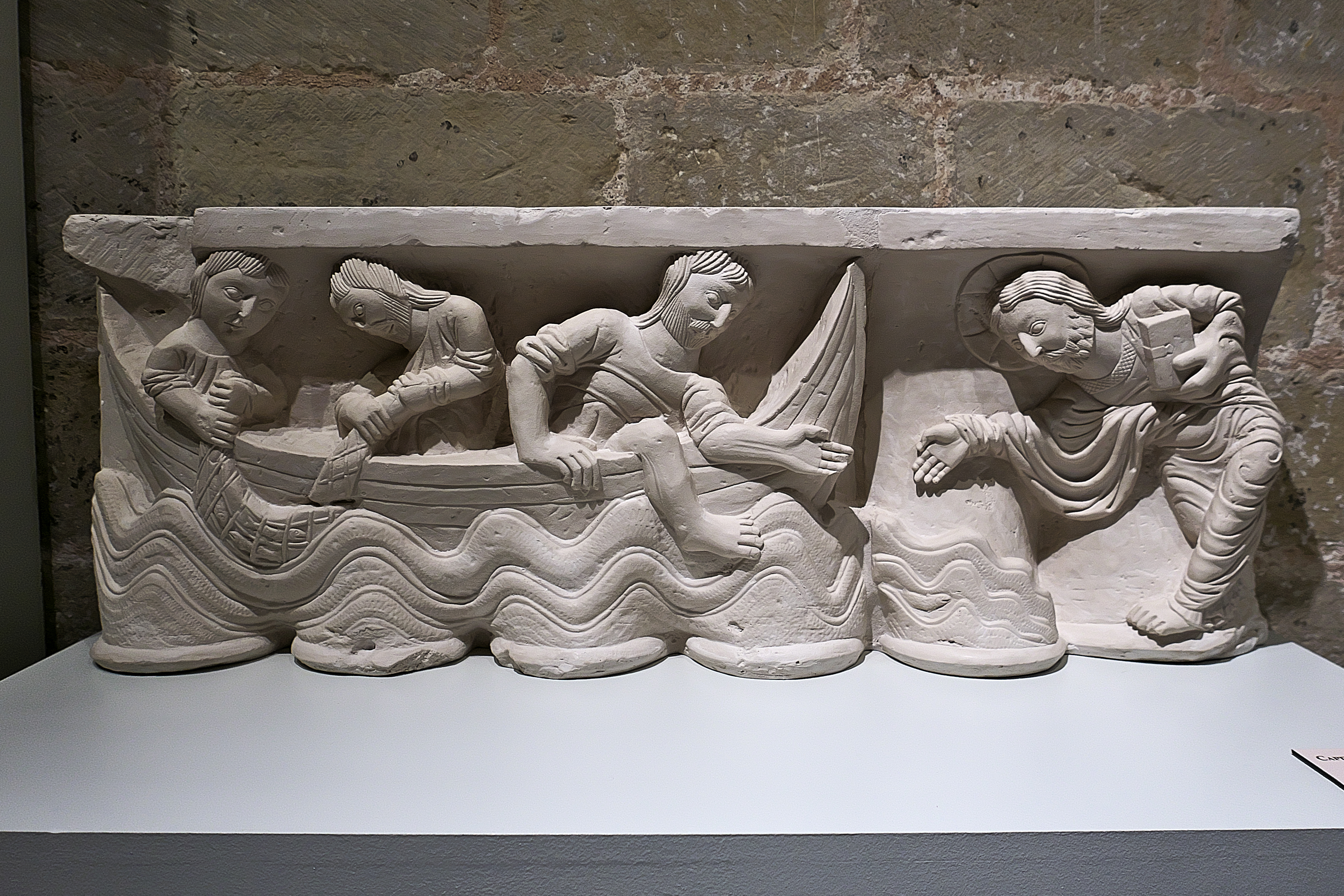
سرستون با صحنه «صید معجزه‌آسا». این عنوان اشاره دارد به یکی از صحنه‌های معروف کتاب مقدس که معمولاً در هنرهای مسیحی، به‌ویژه در معماری کلیساها و صومعه‌ها، به تصویر کشیده می‌شود. در این روایت، عیسی مسیح به پیتر و دیگر حواریون می‌گوید تا تورهای خود را به آب بیندازند، و در نتیجه، آن‌ها صیدی معجزه‌آسا و غیرمنتظره از ماهی‌ها دارند (معمولاً به دو صید معجزه‌آسا اشاره می‌شود: یکی در ابتدای خدمت عیسی، و دیگری پس از رستاخیز او)

کلیسای جامع سانتو دومینگو د لا کالسادا (انگلیسی: Santo Domingo de la Calzada Cathedral) یک کلیسای جامع کاتولیک رومی است که در روستای سانتو دومنیگو د لا کالسادا در منطقه لاریوخای اسپانیا واقع شده است. این کلیسا به مسیح نجات‌دهنده و مریم مقدس تقدیم شده است.

## تاریخچه
سانتو دومینگو د لا کالسادا در مسیر کامینو د سانتیاگو (راه سنت یعقوب) قرار دارد. این شهر به نام سنت دومینیک دِ لا کالسادا نام‌گذاری شده؛ کسی که به زائرانی که از این منطقه عبور می‌کردند یاری می‌رساند. دومینیک در سال ۱۱۰۹ درگذشت. او در کلیسای روستا به خاک سپرده شد، کلیسایی که بعدها در سده دوازدهم به کلیسای صومعه‌ای تبدیل شد و سپس به‌شکل گسترده‌تری بازسازی گردید. این بنا در قرن سیزدهم به رتبه کلیسای جامع ارتقا یافت.
امروزه، این کلیسا یکی از مجموعه کلیساهای جامع دیاسِ کاتولیک رومی کالائورا و لا کالسادا-لوگرونیو است. دو کلیسای جامع دیگر این مجموعه در شهرهای کالائورا و لوگرونیو قرار دارند.

## تندیس‌ها
در نمای بیرونی کلیسای جامع، تندیس‌هایی از امِتِریوس و سِلِدونیوس دیده می‌شود، که هر دو از قدیسان مرتبط با شهر کالائورا هستند.
محراب اصلی (رتابلو) کلیسا بین سال‌های ۱۵۳۷ تا ۱۵۴۰ توسط دامیان فورمنت در سبک رنسانس ساخته شد. در قرن بیستم، این محراب از انتهای شرقی کلیسا به مکان دیگری منتقل شد.

## قفس مرغ‌ها

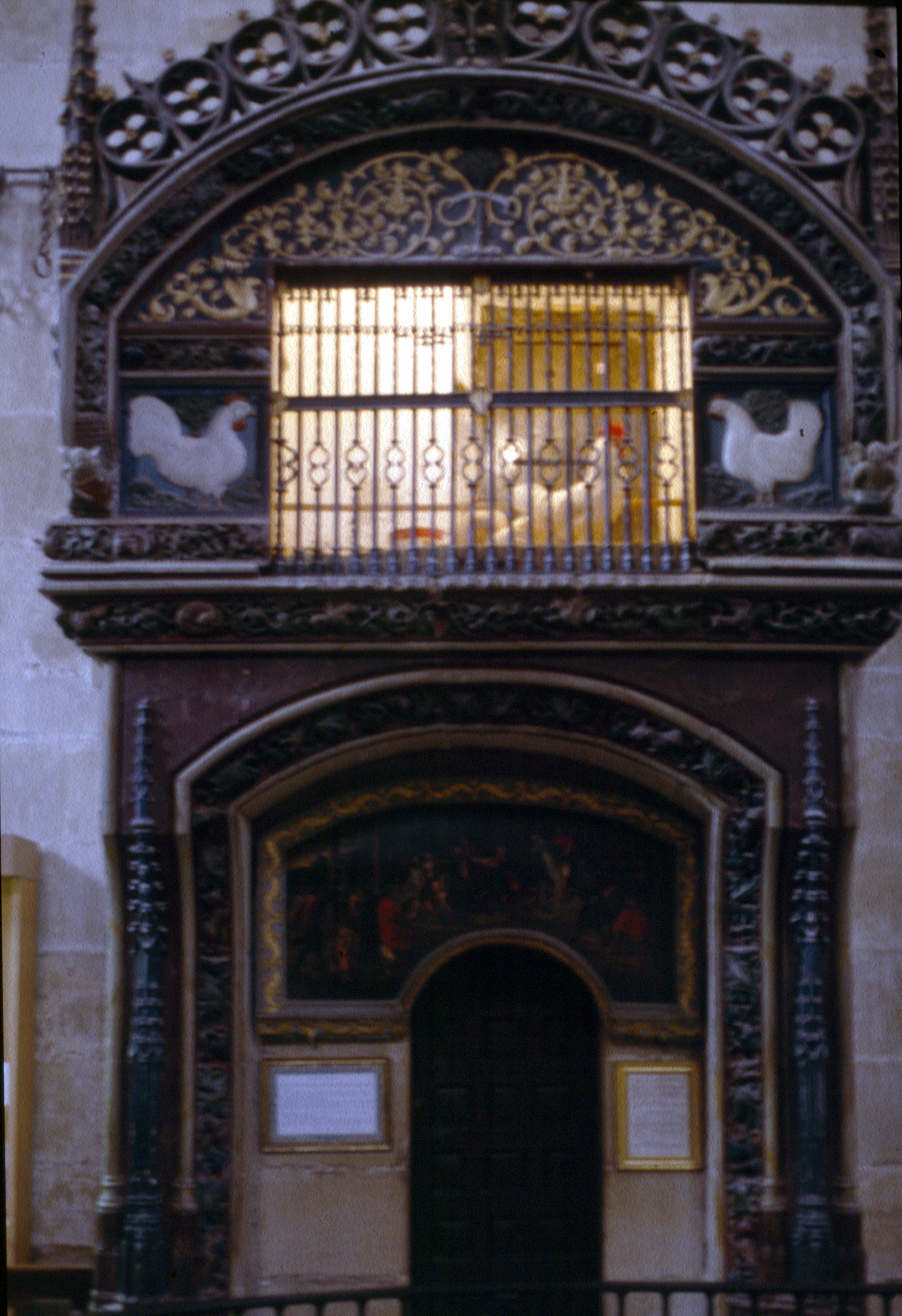
محل نگهداری مرغ‌ها

بر اساس یکی از معجزاتی که به سنت دومینیک نسبت داده می‌شود، دو مرغ پخته و سر بریده دوباره زنده شدند تا به بی‌گناهی زائری که به‌اشتباه به دزدی متهم شده بود، شهادت دهند. یک جفت از نسل‌های امروزی آن مرغ‌ها همواره در گالری همسرایان (بالکن مخصوص گروه کر) کلیسا نگهداری می‌شوند. مرغ و خروس‌های دیگری نیز در مهمانسرای زائران در همان منطقه نگهداری می‌شوند. معجزه‌ای مشابه نیز در مورد خروس بارسلوس در پرتغال روایت شده است.

## حفاظت و ثبت جهانی
مسیر کامینو دِ سانتیاگو به‌عنوان یک میراث جهانی زنجیره‌ای در فهرست یونسکو به ثبت رسیده است.